# Himalayaanse zwarte buulbuul
De Himalayaanse zwarte buulbuul (Hypsipetes leucocephalus) is een zangvogel uit de familie Pycnonotidae (buulbuuls).

## Verspreiding en leefgebied
Deze soort komt voor van Afghanistan tot China en Indochina en telt tien ondersoorten:
- H. l. psaroides: noordoostelijk Afghanistan en noordelijk Pakistan via de centrale Himalaya tot noordwestelijk Myanmar.
- H. l. nigrescens: noordoostelijk India en westelijk Myanmar.
- H. l. concolor: van oostelijk Myanmar tot Indochina en zuidelijk Yunnan (zuidelijk China).
- H. l. ambiens: noordoostelijk Myanmar en westelijk Yunnan (zuidelijk China).
- H. l. sinensis: noordelijk Yunnan (zuidelijk China).
- H. l. stresemanni: centraal Yunnan  (zuidelijk China).
- H. l. leucothorax: centraal China.
- H. l. leucocephalus: zuidoostelijk China.
- H. l. nigerrimus: Taiwan.
- H. l. perniger: Hainan (nabij zuidoostelijk China).

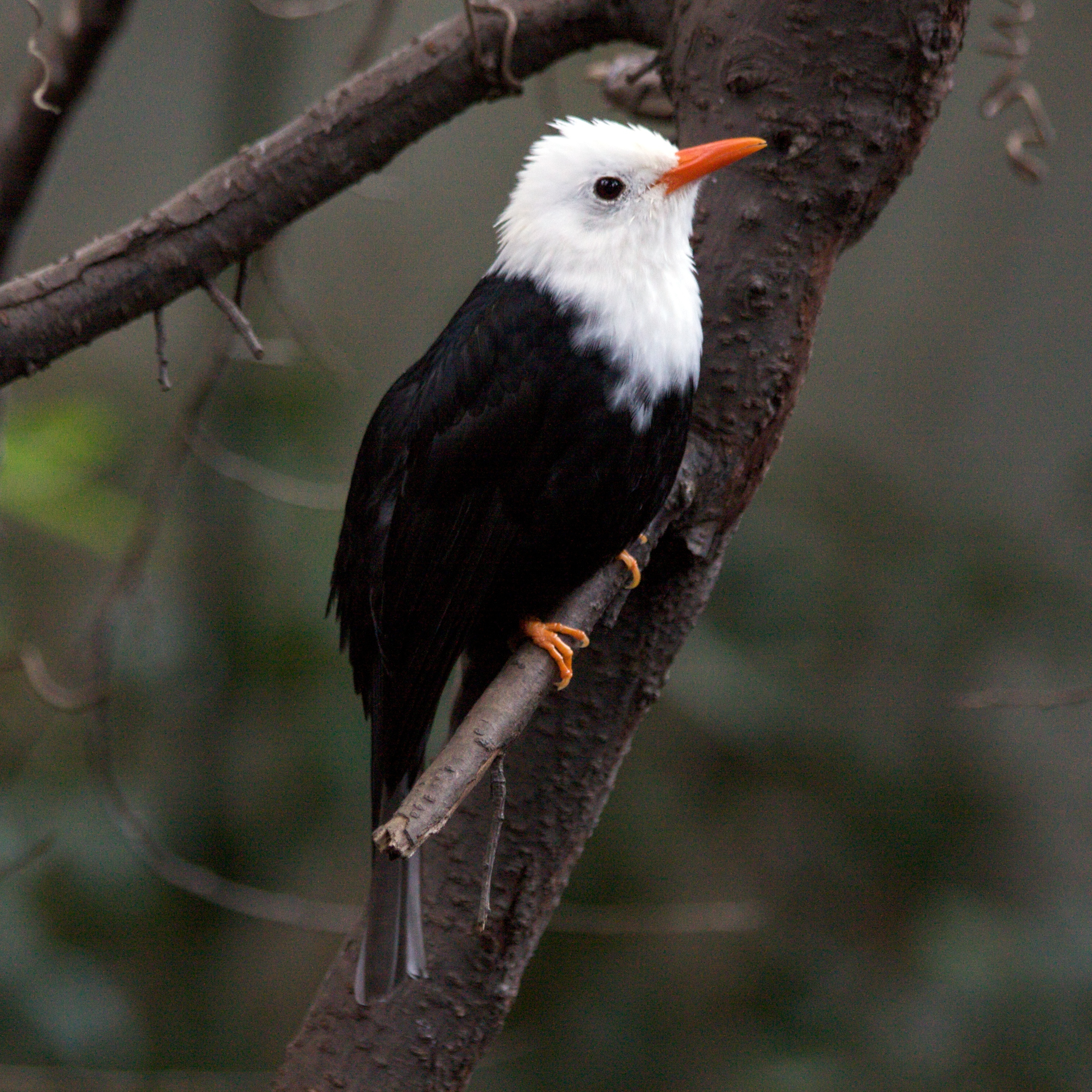
De ondersoort leucocephalus heeft een witte kop

## Status
De grootte van de populatie is niet gekwantificeerd maar de soort wordt omschreven als vrij algemeen tot zeer algemeen. Op de Rode lijst van de IUCN heeft deze soort de status niet bedreigd.